# Anomalisipho
Anomalisipho là một chi ốc biển, là động vật thân mềm chân bụng sống ở biển trong họ Buccinidae.

## Các loài
According to the Cơ sở dữ liệu sinh vật biển (WoRMS), the following species with valid names are gồm cód withtrong genus Anomalosipho:
- Anomalisipho altus (S. Wood, 1848)
- Anomalisipho conulus (Aurivillius, 1885)
- Anomalisipho verkruezeni (Kobelt, 1876)
- Anomalisipho virgata (Friele, 1879)